# Riccardo Tisci
Riccardo Tisci, né le 1er août 1974 à Taranto est un styliste italien. 
Il est entre 2005 et 2017 le directeur artistique de la maison Givenchy. C'est le plus jeune styliste ayant été nommé directeur artistique de cette maison de renommée mondiale. Il devient directeur artistique de la marque Burberry le 1er mars 2018. 

## Biographie

### Débuts
Riccardo Tisci est élevé par sa mère et ses huit sœurs. Il quitte l’Italie à dix-sept ans pour Londres. Il y intègre la Central Saint Martins College of Art and Design dont il sort diplômé en 1999,. 
Pendant près de cinq années, il travaille pour différentes maisons et créateurs : Antonio Berardi, Coccapani, Puma et Ruffo Research. En septembre 2004, il lance à Milan sa première collection, qui porte son nom. Contrairement aux us et coutumes de la fashion week milanaise, elle est orchestrée sous forme de happening et non pas de traditionnel défilé. Il émane de la collection une élégance nouvelle ainsi qu’une vision moderne de la femme.

### Nomination chez Givenchy
Après deux saisons, il rejoint Paris et la maison Givenchy. Depuis 2005, il est le directeur des collections prêt-à-porter féminines ainsi que la haute couture chez Givenchy.
Il est nommé, en 2008, créateur des collections homme de Givenchy et prend seul en charge l'essentiel de l'image de la marque, à la suite du départ d'Oswald Boateng.
À partir de la collection automne-hiver 2010, le traditionnel défilé haute couture est remplacé par une présentation à l’hôtel d'Evreux sur mannequin de bois pour mettre en valeur le travail des ateliers.
Le prix international du CFDA est décerné à Riccardo Tisci pour sa contribution à l'univers de la mode. Au cours de la cérémonie, l'actrice Jessica Chastain monte sur scène pour lui remettre son prix.
En mai 2013, Riccardo Tisci parraine l’exposition « PUNK : Chaos to Couture » du Costume Institute du MET de New York.
En janvier 2017, après 12 années de collaboration, il quitte la maison Givenchy.

## Le style Riccardo Tisci
Riccardo Tisci est nommé le 28 février 2005 comme directeur artistique de la maison Givenchy chargé de la haute couture, du prêt-à-porter et des lignes d'accessoires. Il débute avec le défilé haute-couture automne-hiver 2005 qualifié par le magazine Vogue US de « raffinement artisanal ».
Le style de Riccardo Tisci est marqué par des références gothiques liées au romantisme noir et au catholicisme (en particulier aux images d'églises baroques et aux rites funéraires). Il développe un vestiaire majoritairement noir et blanc, déclarant « J'aime le noir, J'aime le blanc. Je n'ai jamais aimé les entre-deux. »
Il renforce la ligne masculine de la maison Givenchy. Il concilie inspiration urbaine et facture luxueuse, et dessine des pantalons de bikers à lacet, des capes en laine noires, des shorts en cuir, des gilets en vinyle, des manteaux sans col. Certaines pièces dessinées par Riccardo Tisci jouent avec la notion de genre entre vestiaire masculin et féminin, tel le kilt de cuir noir porté par Kanye West lors de la tounée Watch The Throne.
Riccardo Tisci est un des premiers à lancer la tendance du « street-luxe » à travers une ligne de sweats à motifs reprenant des emblèmes du créateur (le rottweiler, la madone, les étoiles du drapeau américain.) 
Il rencontre un succès commercial plus grand que celui de ses prédécesseurs chez Givenchy tels que John Galliano, Alexander McQueen ou Julien Macdonald. En 2007, il déclare : « Quand je suis arrivée nous avions 5 clientes, maintenant nous en avons 29. »

## Collaborations
En 2008, Riccardo Tisci réalise les costumes de scène de Madonna pour sa tournée Sticky & Sweet Tour.
En Juin 2010, il célèbre la fin de l’exposition « The Artist is Present » par un dîner en l’honneur de Marina Abramović (avec qui il a habité une maison de Manhattan). Elle sera d’ailleurs choisie pour apparaître dans la campagne Printemps-Eté 2013 de Givenchy.
Toujours en 2010, Riccardo Tisci collabore avec Lea T mannequin transgenre pour une campagne publicitaire et pour le défilé homme du mois de juin 2010 à l'Hôtel Intercontinental à Paris. 
En 2011, Riccardo Tisci  collabore avec le parfumeur François Demachy pour composer le parfum Le Dahlia Noir.
La même année, il réalise la direction artistique de la pochette de l'album Watch the Throne de Jay-Z et Kanye West 
En 2012, Riccardo Tisci réalise un ensemble de trois costumes de scène pour Madonna pour la finale du Super Bowl le 5 février 2012 à Indianapolis : une cape d'or, une robe courte noire et un manteau noir.  
En 2013 il signe, pour l'opéra Garnier, les costumes du Boléro de Ravel, mis en scène par les chorégraphes Sidi Larbi Cherkaoui et Damien Jalet.
La même année, Givenchy habille la chanteuse Rihanna pour son Diamond World Tour.
En 2014, Riccardo Tisci collabore avec Nike en dessinant une paire de baskets Air Force 1.
La même année, il collabore avec Beyoncé et Jay-Z pour la tournée On the Run Tour.
Tisci collabore avec le mannequin Dalianah Arekion, présentée comme sa muse.